# Llista de Béns Culturals d'Interès Nacional del Pla de l'Estany
Llista de Béns Culturals d'Interès Nacional del Pla de l'Estany inscrits en el Registre de Béns Culturals d'Interès Nacional (BCIN) del Departament de Cultura de la Generalitat de Catalunya per a la comarca del Pla de l'Estany. Inclou els béns immobles més rellevants del patrimoni cultural que tenen la categoria de protecció de major rang com a unitat singular, conjunt, espai o zona amb valors culturals, històrics o tècnics.
L'any 2018, el Pla de l'Estany comptava amb 38 béns culturals d'interès nacional classificats en 34 monuments històrics, 1 conjunt històric, 2 zones arqueològiques i 1 d'altres. A continuació es mostren les últimes dades disponibles ordenades per municipis.

## Patrimoni arquitectònic
| Monument                                                      | Protecció    | Estil/època                              | Localització                                  | Coordenades                                          | Codi?         | Imatge |
| ------------------------------------------------------------- | ------------ | ---------------------------------------- | --------------------------------------------- | ---------------------------------------------------- | ------------- | --- |
| Plaça Major, o la Plaça                                       | BCIN 15-CH   | Obra popular, gòtic, neoclassicisme XIII | Banyoles Pl. Major                            | 42° 07′ 05″ N, 2° 45′ 55″ E / 42.11807°N,2.76538°E   | RI-53-0000511 | Plaça Major (Banyoles) · Vegeu més fotos d'aquest monument · Carregueu una nova foto d'aquest monument                                  |
| Monestir de Sant Esteve                                       | BCIN 16-MH   | Neoclassicisme, barroc, gòtic XVIII, XIX | Banyoles Pl. del Monestir                     | 42° 07′ 14″ N, 2° 46′ 10″ E / 42.120556°N,2.769444°E | RI-51-0003922 | Monestir de Sant Esteve (Banyoles) · Vegeu més fotos d'aquest monument · Carregueu una nova foto d'aquest monument                      |
| Can Puig de la Bellacasa                                      | BCIN 507-MH  | Obra popular XIV-XV                      | Banyoles                                      | 42° 07′ 22″ N, 2° 46′ 46″ E / 42.122778°N,2.779444°E | RI-51-0005796 | Can Puig de la Bellacasa (Banyoles) · Vegeu més fotos d'aquest monument · Carregueu una nova foto d'aquest monument                     |
| Mas Tassi                                                     | BCIN 813-MH  | Obra popular Medieval                    | Banyoles Puigpalter de Dalt                   | 42° 07′ 17″ N, 2° 47′ 24″ E / 42.121526°N,2.790117°E | RI-51-0005795 | Mas Tassi (Banyoles) · Vegeu més fotos d'aquest monument · Carregueu una nova foto d'aquest monument                                    |
| Pesqueres i passeigs de Banyoles                              | BCIN 1948-JH | Obra popular XIX-XX                      | Banyoles Passeigs a la riba oriental del llac | 42° 07′ 04″ N, 2° 45′ 23″ E / 42.11787°N,2.75632°E   | RI-52-0000049 | Pesqueres i passeigs de Banyoles · Vegeu més fotos d'aquest monument · Carregueu una nova foto d'aquest monument                        |
| Pia Almoina                                                   | BCIN 4146-MH | Romànic, gòtic IX-XIV                    | Banyoles Pl. de la Font                       | 42° 07′ 07″ N, 2° 46′ 01″ E / 42.118611°N,2.766944°E | RI-51-0001352 | Pia Almoina (Banyoles) · Vegeu més fotos d'aquest monument · Carregueu una nova foto d'aquest monument                                  |
| Muralla de Banyoles                                           | BCIN 4392-MH | Gòtic tardà XVI                          | Banyoles C. Pia Almoina                       | 42° 07′ 06″ N, 2° 46′ 02″ E / 42.118337°N,2.767143°E | IPA-14981     | Muralla de Banyoles · Vegeu més fotos d'aquest monument · Carregueu una nova foto d'aquest monument                                     |
| Can Basses, la Torre                                          | BCIN 601-MH  | XV-XVI                                   | Camós                                         | 42° 05′ 40″ N, 2° 45′ 19″ E / 42.094355°N,2.755288°E | RI-51-0005834 | Carregueu una nova foto d'aquest monument                                                                                               |
| La Sala, la Torre                                             | BCIN 1958-MH | Gòtic XIII                               | Camós                                         | 42° 05′ 13″ N, 2° 45′ 43″ E / 42.087028°N,2.761889°E | RI-51-0005833 | La Sala (Camós) · Vegeu més fotos d'aquest monument · Carregueu una nova foto d'aquest monument                                         |
| Castell de Ravós                                              | BCIN 709-MH  | Obra popular Medieval, XVI-XVII          | Cornellà del Terri                            | 42° 04′ 15″ N, 2° 50′ 18″ E / 42.070833°N,2.838333°E | RI-51-0005877 | Castell de Ravós (Cornellà del Terri) · Vegeu més fotos d'aquest monument · Carregueu una nova foto d'aquest monument                   |
| La Torre de Pujals dels Cavallers, o Torre al Mas Reig o Roig | BCIN 711-MH  | Gòtic XV-XVI                             | Cornellà del Terri Pujals dels Cavallers      | 42° 06′ 20″ N, 2° 49′ 08″ E / 42.105556°N,2.818889°E | RI-51-0005878 | La Torre de Pujals dels Cavallers (Cornellà del Terri) · Modifica el valor a Wikidata · Carregueu una nova foto d'aquest monument       |
| Castell d'Esponellà                                           | BCIN 829-MH  | Obra popular XIII-XIV                    | Esponellà                                     | 42° 10′ 45″ N, 2° 47′ 27″ E / 42.179167°N,2.790833°E | RI-51-0005893 | Castell d'Esponellà · Vegeu més fotos d'aquest monument · Carregueu una nova foto d'aquest monument                                     |
| Can Bofí de la Torre                                          | BCIN 830-MH  | XVI                                      | Esponellà                                     | 42° 10′ 20″ N, 2° 47′ 03″ E / 42.172361°N,2.784028°E | RI-51-0005894 | Carregueu una nova foto d'aquest monument                                                                                               |
| Torre medieval de Can Pujol                                   | BCIN 858-MH  | Obra popular Medieval, XVI               | Fontcoberta                                   | 42° 08′ 32″ N, 2° 47′ 26″ E / 42.142139°N,2.790556°E | RI-51-0005905 | Carregueu una nova foto d'aquest monument                                                                                               |
| Castell de Palol de Revardit                                  | BCIN 1198-MH | Obra popular, renaixement XV-XVI         | Palol de Revardit                             | 42° 04′ 11″ N, 2° 47′ 47″ E / 42.069725°N,2.796337°E | RI-51-0006001 | Castell de Palol de Revardit · Vegeu més fotos d'aquest monument · Carregueu una nova foto d'aquest monument                            |
| Can Verdera, o Mas Bardera                                    | BCIN 1200-MH | Obra popular XVI-XVII                    | Palol de Revardit La Mota (enderrocat)        | 42° 02′ 49″ N, 2° 47′ 17″ E / 42.047056°N,2.788139°E | RI-51-0006003 | Carregueu una nova foto d'aquest monument                                                                                               |
| Església de Santa Maria                                       | BCIN 174-MH  | Romànic XII, XVIII                       | Porqueres                                     | 42° 07′ 19″ N, 2° 44′ 55″ E / 42.121806°N,2.748611°E | RI-51-0000570 | Església de Santa Maria (Porqueres) · Vegeu més fotos d'aquest monument · Carregueu una nova foto d'aquest monument                     |
| Torre de Pujarnol                                             | BCIN 1299-MH | Obra popular XIII                        | Porqueres                                     | 42° 06′ 07″ N, 2° 42′ 28″ E / 42.101944°N,2.707778°E | RI-51-0006036 | Torre de Pujarnol (Porqueres) · Vegeu més fotos d'aquest monument · Carregueu una nova foto d'aquest monument                           |
| Torre Descalç, o Torre del Calç                               | BCIN 1300-MH | XII, XVII-XVIII                          | Porqueres Serra de Sant Patllarí              | 42° 06′ 00″ N, 2° 43′ 39″ E / 42.1°N,2.7275°E        | RI-51-0006038 | Torre Descalç (Porqueres) · Modifica el valor a Wikidata · Carregueu una nova foto d'aquest monument                                    |
| Can Traver                                                    | BCIN 1301-MH | Gòtic-renaixement XVI-XVII               | Porqueres Usall                               | 42° 09′ 01″ N, 2° 45′ 30″ E / 42.15038°N,2.758252°E  | RI-51-0006037 | Carregueu una nova foto d'aquest monument                                                                                               |
| Mas Castell, o Castell de Porqueres                           | BCIN 2028-MH | Romànic, barroc X, XVII-XVIII            | Porqueres                                     | 42° 07′ 20″ N, 2° 44′ 53″ E / 42.122222°N,2.748056°E | RI-51-0006035 | Mas Castell (Porqueres) · Vegeu més fotos d'aquest monument · Carregueu una nova foto d'aquest monument                                 |
| Castell de Falgons                                            | BCIN 1512-MH | Obra popular XII-XVI                     | Sant Miquel de Campmajor                      | 42° 06′ 28″ N, 2° 39′ 48″ E / 42.107778°N,2.663333°E | RI-51-0006097 | Castell de Falgons (Sant Miquel de Campmajor) · Vegeu més fotos d'aquest monument · Carregueu una nova foto d'aquest monument           |
| Torre de Ginestà                                              | BCIN 1513-MH | Obra popular XIX                         | Sant Miquel de Campmajor                      | 42° 07′ 59″ N, 2° 42′ 16″ E / 42.133056°N,2.704444°E | RI-51-0006098 | Torre de Ginestà (Sant Miquel de Campmajor) · Vegeu més fotos d'aquest monument · Carregueu una nova foto d'aquest monument             |
| Torre de Brió                                                 | BCIN 1514-MH | XII-XIII                                 | Sant Miquel de Campmajor Briolf               | 42° 10′ 08″ N, 2° 41′ 20″ E / 42.169°N,2.68902°E     | RI-51-0006100 | Torre de Brió (Sant Miquel de Campmajor) · Vegeu més fotos d'aquest monument · Carregueu una nova foto d'aquest monument                |
| Castell de Roca, o Castell d'en Roca                          | BCIN 1515-MH | Obra popular XIII-XV                     | Sant Miquel de Campmajor                      | 42° 09′ 49″ N, 2° 40′ 49″ E / 42.163611°N,2.680278°E | RI-51-0006101 | Castell de Roca (Sant Miquel de Campmajor) · Vegeu més fotos d'aquest monument · Carregueu una nova foto d'aquest monument              |
| Torre de guaita                                               | BCIN 1749-MH | Medieval                                 | Sant Miquel de Campmajor                      |                                                      | RI-51-0006099 | Carregueu una nova foto d'aquest monument                                                                                               |
| Castell de Teià, o Can Parella, Castell de Taià               | BCIN 1557-MH | X                                        | Serinyà                                       | 42° 09′ 45″ N, 2° 45′ 13″ E / 42.1625°N,2.753611°E   | RI-51-0006112 | Carregueu una nova foto d'aquest monument                                                                                               |
| Mas fortificat Cal Ferrer de les Torres, o Can Genover        | BCIN 1558-MH | XV-XVI, XVIII-XIX                        | Serinyà                                       | 42° 09′ 57″ N, 2° 44′ 53″ E / 42.165833°N,2.748056°E | RI-51-0006114 | Mas fortificat Cal Ferrer de les Torres (Serinyà) · Vegeu més fotos d'aquest monument · Carregueu una nova foto d'aquest monument       |
| La Torre de l'Hereu                                           | BCIN 1559-MH | XVI                                      | Serinyà Veïnat de Bosquerós                   | 42° 11′ 12″ N, 2° 46′ 00″ E / 42.186667°N,2.766667°E | RI-51-0006113 | Carregueu una nova foto d'aquest monument                                                                                               |
| Castell de Vilademuls, portal i murs de Vilademuls            | BCIN 1760-MH | Obra popular XI                          | Vilademuls                                    | 42° 08′ 18″ N, 2° 53′ 17″ E / 42.138333°N,2.888056°E | RI-51-0006170 | Castell de Vilademuls · Vegeu més fotos d'aquest monument · Carregueu una nova foto d'aquest monument                                   |
| Restes del recinte fortificat a les Olives                    | BCIN 1761-MH | XV-XVI                                   | Vilademuls Les Olives                         | 42° 05′ 54″ N, 2° 52′ 18″ E / 42.09847°N,2.87171°E   | RI-51-0006172 | Restes del recinte fortificat a les Olives (Vilademuls) · Vegeu més fotos d'aquest monument · Carregueu una nova foto d'aquest monument |
| Casa forta dels Pols                                          | BCIN 1762-MH | XV-XVI                                   | Vilademuls                                    | 42° 08′ 20″ N, 2° 53′ 18″ E / 42.138891°N,2.888340°E | RI-51-0006174 | Carregueu una nova foto d'aquest monument                                                                                               |
| Fort Fuseller, o Torre de Felines, Torre del Telégraf         | BCIN 1763-MH | Obra popular XIX                         | Vilademuls                                    | 42° 05′ 38″ N, 2° 53′ 31″ E / 42.094006°N,2.891906°E | IPA-1971      | Fort Fuseller (Vilademuls) · Modifica el valor a Wikidata · Carregueu una nova foto d'aquest monument                                   |
| Torre de Sant Marçal, o Can Quarantella                       | BCIN 1852-MH | Gòtic-renaixement XIV-XV                 | Vilademuls Sant Marçal de la Quarantella      | 42° 07′ 32″ N, 2° 52′ 05″ E / 42.125472°N,2.868056°E | RI-51-0006173 | Carregueu una nova foto d'aquest monument                                                                                               |
| La Torre                                                      | BCIN 4107-MH | Gòtic XIV-XV                             | Vilademuls Vilafreser                         | 42° 04′ 59″ N, 2° 52′ 41″ E / 42.082983°N,2.878105°E | IPA-15418     | La Torre (Vilademuls) · Carregueu una nova foto d'aquest monument                                                                       |

## Patrimoni arqueològic
| Monument                                            | Protecció    | Estil/època | Localització                               | Coordenades                                          | Codi?       | Imatge |
| --------------------------------------------------- | ------------ | --- | ------------------------------------------ | ---------------------------------------------------- | ----------- | --- |
| Coves prehistòriques de Serinyà, o Coves del Reclau | BCIN 3943-ZA | Abrics i similars d'habitació sense estructures i d'enterrament inhumació col·lectiu. Cova natural d'habitació amb estructures peribles i d'enterrament inhumació i incineració col·lectiu. Paleolític Mig a Superior (-90000/-9000). Neolític Antic a Mig-Recent (-5500/-2500). Neolític Final a Bronze Final (-2500/-650). | Serinyà                                    | 42° 09′ 37″ N, 2° 44′ 46″ E / 42.160329°N,2.746158°E | IPAPC-17989 | Carregueu una nova foto d'aquest monument                                                                              |
| Poblat neolític de la Draga                         | BCIN 4378-ZA | Lloc d'habitació amb estructures conservades, poblat. Neolític Antic (-5500/-4000) | Banyoles Davant del Pesquer d'en Coromines | 42° 07′ 36″ N, 2° 45′ 31″ E / 42.126556°N,2.758684°E | IPAPC-4603  | Poblat neolític de la Draga (Banyoles) · Vegeu més fotos d'aquest monument · Carregueu una nova foto d'aquest monument |

A més, alguns monuments històrics estan inclosos també en l'Inventari del Patrimoni Arqueològic i Paleontològic de Catalunya (IPAPC) per tenir protegit igualment el seu subsol o l'entorn.